# Cultura de la pobresa
La cultura de la pobresa és un concepte de la teoria social que afirma que els valors de les persones que pateixen la pobresa tenen un paper important a l'hora de perpetuar la seva condició d'empobriment, mantenint un cicle de pobresa entre generacions. Va atreure l'atenció de les polítiques als anys setanta i va rebre crítiques acadèmiques (Goode & Eames 1996 ; Bourgois 2001 ; Small, Harding & Lamont 2010 ) i va tornar a prendre rellevància a principis del segle XXI. Ofereix una manera d'explicar per què hi ha persones en condició de pobresa malgrat els diferents programes que lluiten contra la pobresa. Les primeres formulacions suggereixen que les persones pobres no tenen recursos i adquireixen un sistema de valors que perpetua la pobresa. Els crítics dels primers arguments de la cultura de la pobresa insisteixen a dir que les explicacions de la pobresa han de permetre analitzar com els factors estructurals interactuen i condicionen les característiques individuals (Goode & Eames 1996 ; Bourgois 2001 ; Small, Harding & Lamont 2010). Tal com diuen Small, Harding & Lamont (2010), "com que l'acció humana està limitada i habilitada pel significat que les persones donen a les seves accions, aquestes dinàmiques haurien de ser centrals per a la nostra comprensió de la producció i reproducció de la pobresa i la desigualtat social". Un altre discurs suggereix que l'obra d'Oscar Lewis, principal autor de la teoria, va ser mal entesa.

## Visió general
Segons Emilio De Antuñano, la teoria de la cultura de la pobresa va ser popularitzada el 1958 per l'antropòleg Oscar Lewis després de la seva investigació a la Ciutat de Mèxic. La cultura de la pobresa enquadra els treballadors de baixos ingressos com a existents dins d'una cultura que perpetua la pobresa en un cicle generacional. La teoria suggereix que la situació econòmica no juga un paper important en la pobresa. Els que viuen dins d'una cultura de pobresa, en gran part, porten la pobresa sobre ells mateixos a través dels hàbits i comportaments adquirits. L'obra d'Oscar Lewis va provocar debats en les dècades següents. Molta gent no està d'acord amb la seva teoria i creu que té poc o cap mèrit. Emilio De Antuñano cita que la cultura de la pobresa va ser "denunciada com a metodològicament vaga i políticament equivocada".